# Onard
Onard település Franciaországban, Landes megyében. Lakosainak száma 376 fő (2022. január 1.). Onard Audon, Gouts, Poyanne, Saint-Geours-d’Auribat, Vicq-d’Auribat és Cassen községekkel határos.

## Népesség
A település népességének változása:
| Lakosok száma | 303  | 315  | 325  | 321  | 377  | 375  | 372  | 366  | 365  | 376  |
|               | 1968 | 1982 | 1990 | 2006 | 2013 | 2015 | 2017 | 2019 | 2020 | 2022 |